# Halalaimus filicorpus
Halalaimus filicorpus är en rundmaskart som beskrevs av Vitiello 1970. Halalaimus filicorpus ingår i släktet Halalaimus och familjen Oxystominidae. Inga underarter finns listade i Catalogue of Life.